# Худжанд
Худжанд (на таджикски: Хуҷанд; на руски: Худжанд, наричан между 1939 и 1991 Ленинабад, на името на съветския политик Ленин) е град в Северен Таджикистан, център на Согдийска област. Разположен е на река Сърдаря в края на Ферганската долина. Градът е основан през 329 пр.н.е. от Александър Велики под името Александрия Есхате и се превръща във важна точка от пътя на коприната.
Худжанд е вторият най-населен град в Таджикистан след Душанбе. През 1991 г. населението на града е около 165 000 души, и е спаднало на 149 000 души през 2000 година. Населението през 2016 година наброява 175 400 души (по приблизителна оценка). Населението през 2019 година наброява 181 600 души (по приблизителна оценка).

## Известни личности
Родени в Худжанд
- Соломон Волков (р. 1944), руско-американски музиколог
- Парвизджон Умарбаев (р. 1994), футболист